# たかしま (掃海艇・2代)
たかしま（ローマ字：JDS Takashima, MSC-661）は、海上自衛隊の掃海艇。はつしま型掃海艇の13番艇。艇名は鷹島に由来する。平島型敷設艇「鷹島」、うきしま型掃海艇「たかしま」に次いで日本の艦艇としては3代目。

## 艦歴
「たかしま」は、昭和57年度計画掃海艇361号艇として、日立造船神奈川工場で1983年6月7日に起工され、1984年6月18日に進水、1984年12月18日に就役し、第1掃海隊群第14掃海隊に編入され呉に配備された。
1986年12月16日、第1掃海隊群隷下に第18掃海隊が新編され、同日付で就役した「ひめしま」とともに編入された。
1994年12月12日、舞鶴地方隊第12掃海隊に編入。
1996年12月6日、第12掃海隊が廃止となり、舞鶴地方隊第44掃海隊に編入。
2001年6月4日、除籍。